# Пуксінка
Пу́ксінка (рос. Пуксинка) — селище у складі Гаринського міського округу Свердловської області.
Населення — 1185 осіб (2010, 2707 у 2002).
Національний склад населення станом на 2002 рік: росіяни — 87 %.